# Faculté des arts
En Europe, dans les universités médiévales et modernes, la faculté des arts regroupe les collèges qui se consacrent à l'enseignement des arts libéraux. Leur enseignement, préparatoire aux études dans les trois autres facultés (droit civil ou canonique, médecine, théologie), correspond grosso modo à celui de notre enseignement secondaire général. 

## Caractéristiques
Au Moyen Âge, les arts libéraux comprennent le trivium (grammaire, rhétorique et dialectique) consistant dans l'apprentissage de la langue latine et son utilisation dans l'argumentation, et le quadrivium (musique, arithmétique, astronomie, géométrie) qui correspond aux sciences, technologie, ingénierie et mathématiques (STIM) de l'époque[réf. nécessaire].
Les arts libéraux portent sur la langue et son écriture : ils constituent le domaine des "lettres" et sont la pratique des clercs, ils se distinguent ou s'opposent aux arts mécaniques qui mettent en œuvre la matière (horlogerie, draperie, serrurerie, orfèvrerie, maçonnerie, chirurgie,..) qui ont leurs propres filières d'enseignement formant les compagnons puis les maîtres. 
À la faculté des arts de Paris, un règlement de Robert de Courçon assigne à l'enseignement dans cette faculté une durée de six ans (d'où les classes toujours numérotées de 6 à 1). Jacques Le Goff indique qu'il était suivi en général entre 14 et 20 ans mais certains adolescents entraient à la faculté des arts dès 12 ans. Toujours à Paris, ce cursus est précédé par l'enseignement dans les petites écoles (écoles primaires) qui relevaient de l'autorité du grand-chantre de la cathédrale Notre-Dame de Paris. L'historien hongrois István Hajnal (hu) suppose que dans certains pays des facultés des arts accueillaient des enfants plus jeunes, le premier apprentissage de la lecture leur étant confié. 
Avec le développement des collèges, surtout au XVe siècle, l'enseignement se passe de plus en plus dans leurs murs, et l'âge d'entrée à l'université s'abaisse. Le rôle de la faculté des arts comme institution se résume de plus en plus à conférer les grades universitaires de bachelier (pour entrer dans les autres facultés) et de licencié ès arts (pour enseigner dans les collèges). À la fin de l'époque moderne, les collèges des facultés des arts diversifient leurs enseignements, notamment avec le développement de l'histoire, de la géographie ou de la physique, introduits d'abord par les Jésuites dans leurs collèges.
Sous la Révolution française, les universités sont supprimées, les collèges fermés et leurs bâtiments confisqués et vendus comme biens nationaux.
Napoléon restaure l'enseignement qu'il réunit au sein de l'Université de France encadrée par un chancelier et des recteurs dans chaque académie. Il distingue l'enseignement primaire, l'enseignement secondaire (ancienne faculté des arts) et l'enseignement supérieur composé, outre les facultés de lettres et de sciences destinées à former les professeurs des collèges, d'écoles supérieures où trouvent place les écoles de droit et de médecine, à côté de l'école normale et des écoles d'ingénieur. 